# میزا (آریزونا)
میزا (به انگلیسی: Mesa) شهری در ایالت آریزونا و در جوار شهر فینیکس در آمریکا است.
جمعیت شهر در ۲۰۰۸ نزدیک به ۴۶۸۰۰۰ نفر بود.

## شهرهای خواهر
میزا پنج شهر خواهر دارد:
| - برنابی، بریتیش کلمبیا، کانادا - کاراز، پرو - گویاماس، مکزیک - کایپینگ، چین - آپر هات، نیوزلند |

## نگارخانه

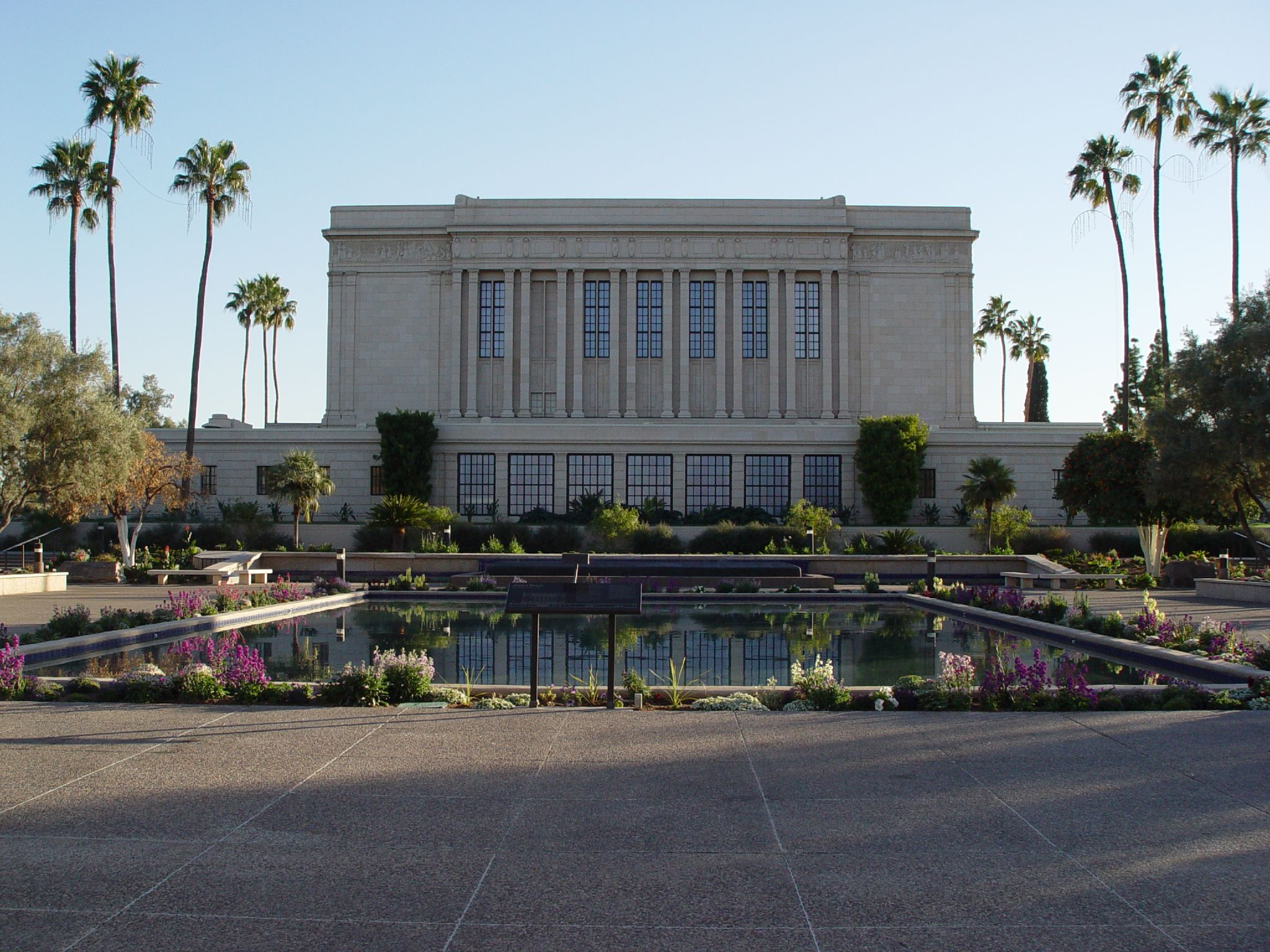
ساختمان معبد میزا
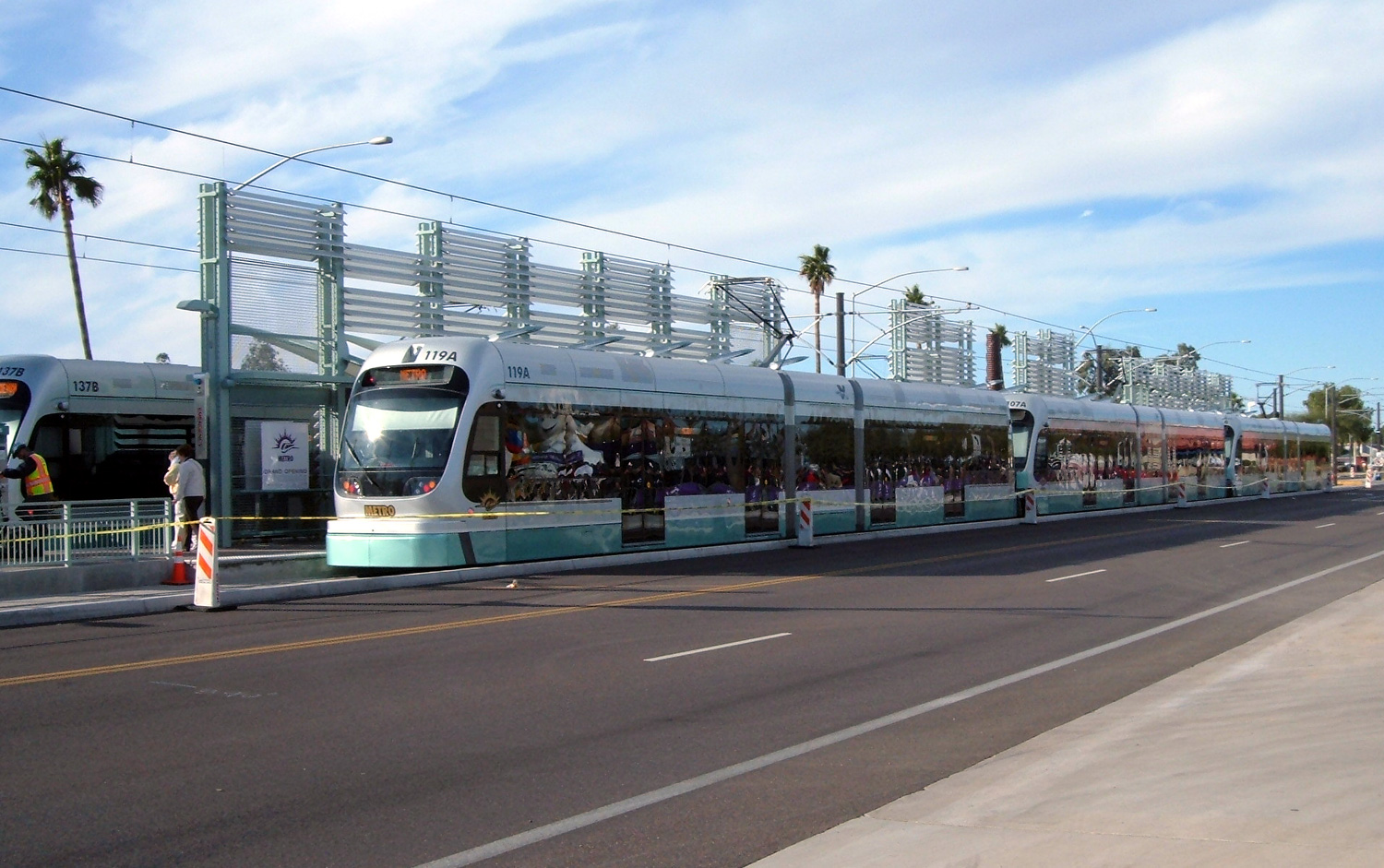
قطار شهری میزا
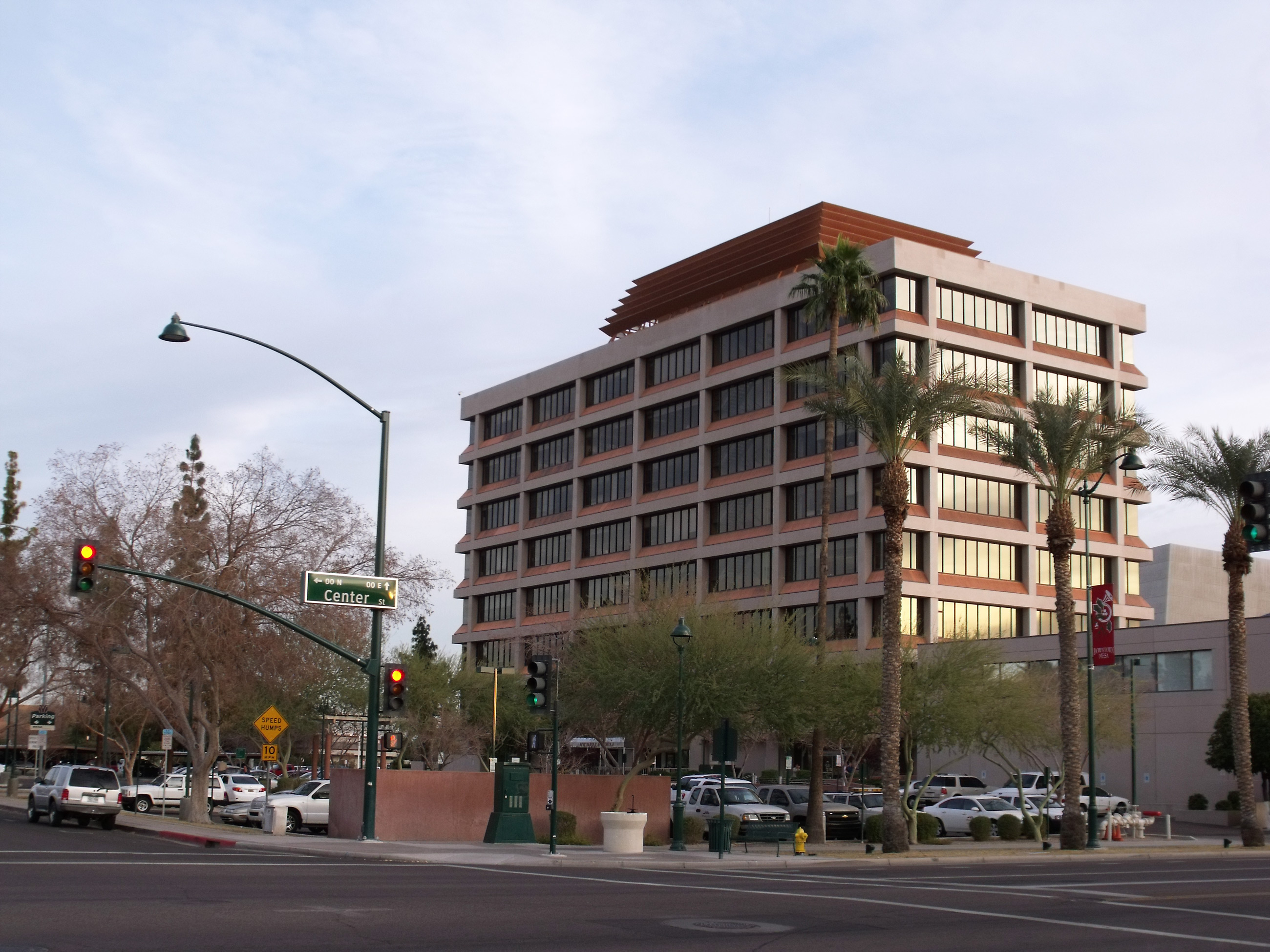
ساختمان شهرداری
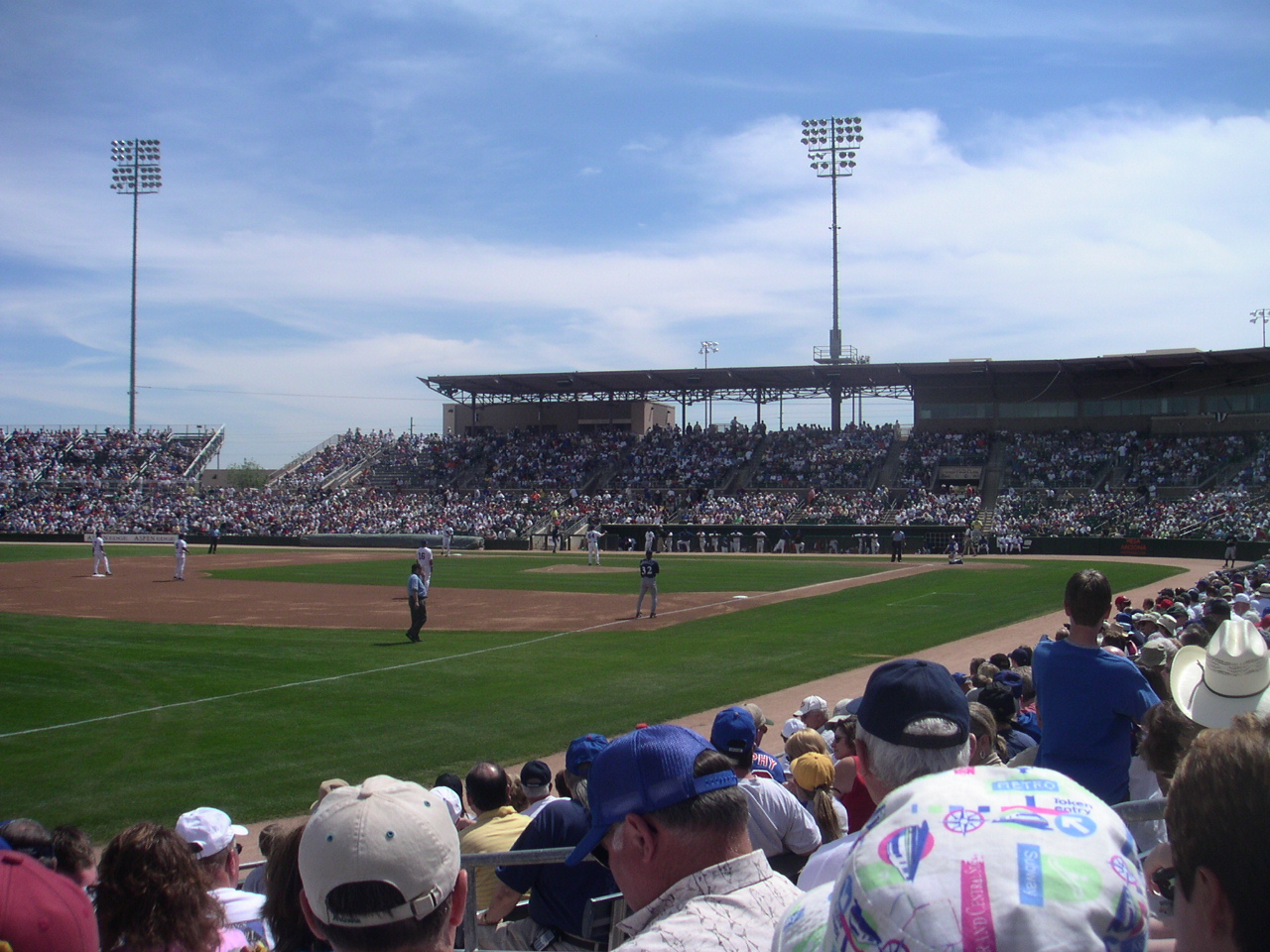
ورزشگاه بیسبال هوهوکام شهر میزا
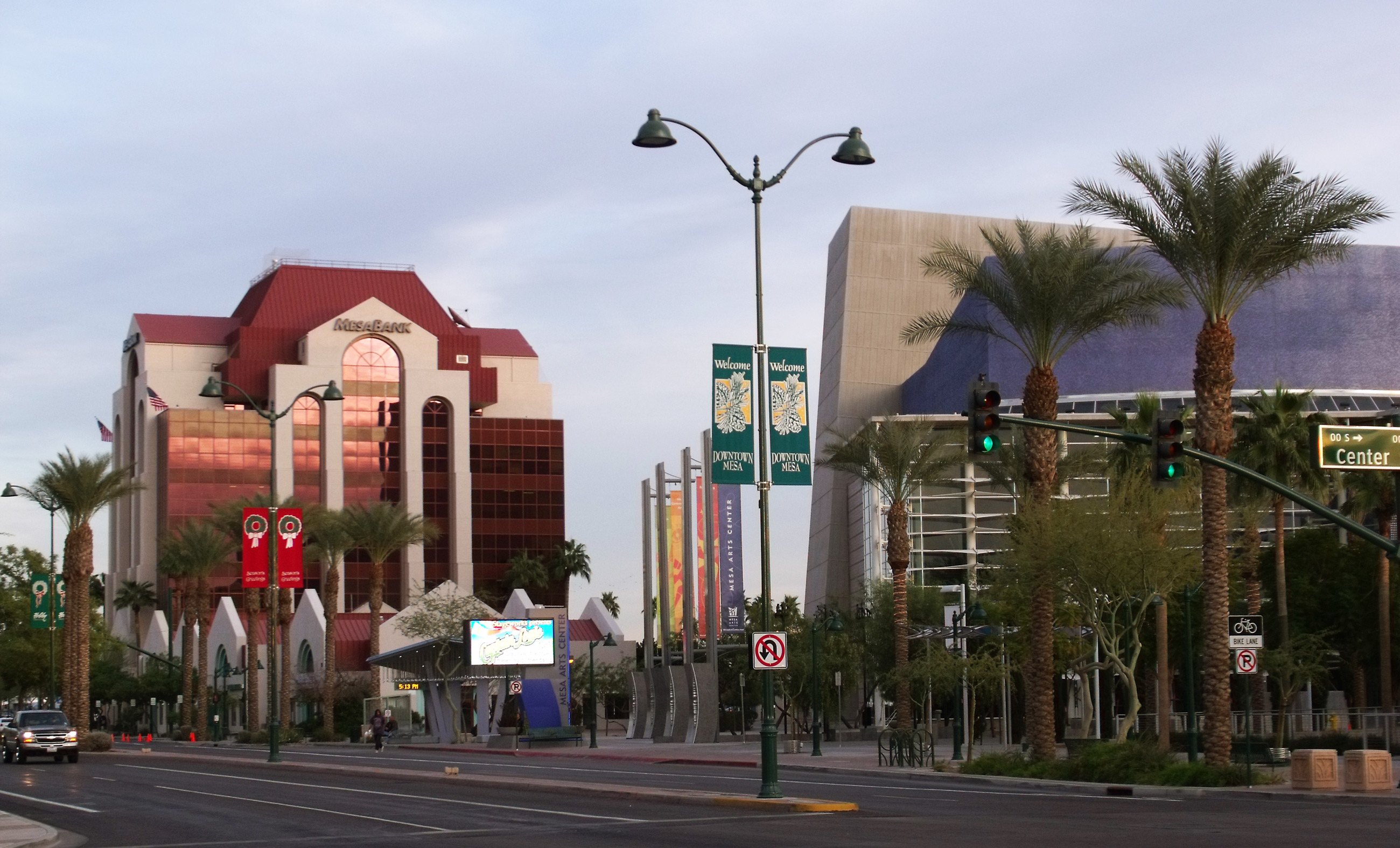